# 埃里奥·斯格雷恰
埃里奥·斯格雷恰（義大利語：Elio Sgreccia；1928年6月6日—2019年6月5日）是意大利籍天主教会枢机及宗座生命學院主席。
斯格雷恰于意大利阿尔切维亚出生。雲先·德爾-西尼奧雷于1952年6月29日將他晋铎，教宗若望·保祿二世於1993年1月6日將他晋牧。斯格雷恰於1992年11月5日獲委任為宗座家庭理事會秘書長，1996年卸任。他於1994年獲委任為宗座生命學院副主席，2005年起出任主席至3年後榮休為止。教宗本笃十六世於2010年11月20日將他擢升为執事級樞機，領魚市場的聖安傑洛執事區執事銜。
斯格雷恰於2019年6月5日在羅馬的家中去世，終年90歲。若翰·雷樞機於兩天後在聖伯多祿大殿主持他的葬禮，教宗方濟各亦有現身。斯格雷恰的遺體於阿爾切維亞安葬。

## 牧徽

埃里奥·斯格雷恰枢机牧徽